# ديتمار بارتش
ديتمار بارتش (بالألمانية: Dietmar Bartsch)‏ (و. 1958  م) هو اقتصادي، وسياسي من ألمانيا، وألمانيا الشرقية، ولد في شترالزوند، هو عضوٌ في الحزب اليساري الألماني، شارك في الانتخابات الرئاسية الألمانية 2012، والانتخابات الرئاسية الألمانية 1999 ‏، والانتخابات الرئاسية الألمانية 2010، والانتخابات الرئاسية الألمانية 2009، والانتخابات الرئاسية الألمانية 2017، وهو عضوٌ في الجمعية البرلمانية لمجلس أوروبا.

## مناصب
تولى منصب عضو في البوندستاغ الألماني (منذ 24 أكتوبر 2017)
- عضو في البوندستاغ الألماني (27 أكتوبر 2009–22 أكتوبر 2013)
- عضو في البوندستاغ الألماني (18 أكتوبر 2005–27 أكتوبر 2009)
- عضو في البوندستاغ الألماني (26 أكتوبر 1998–17 أكتوبر 2002)
- عضو في البوندستاغ الألماني (26 أكتوبر 1998–17 أكتوبر 2002).[10]

## التعليم
تعلم في Planökonomisches Institut (Berlin) ‏، في تخصص اقتصاد (1978–1983).

## روابط خارجية
- ديتمار بارتش على موقع IMDb (الإنجليزية)
- ديتمار بارتش على موقع مونزينجر (الألمانية)